# Titaeopsis ugandae
Titaeopsis ugandae är en svampart som först beskrevs av Clifford George Hansford, och fick sitt nu gällande namn av B. Sutton & Deighton 1984. Titaeopsis ugandae ingår i släktet Titaeopsis, divisionen sporsäcksvampar och riket svampar.   Inga underarter finns listade i Catalogue of Life.